# 耳野卯三郎
耳野 卯三郎（みみの うさぶろう、1891年11月12日 - 1974年3月15日）は、洋画家、日本芸術院会員。
大阪府大阪市出身。1907年東京葵橋洋画研究所に入る。1916年東京美術学校西洋画科卒。文展、帝展に出品、1933年光風会会員。1934年帝展特選。1942年文展審査員。戦後は日展に出品、1956年同運営会参事。1958年同評議員。1962年日本芸術院賞受賞。1967年日展理事、芸術院会員、勲三等瑞宝章受章。『耳野卯三郎静物画集』（美術工芸会、1964）がある。児童書の挿絵も多く手がけた。